# Бобейко Богдан Сергійович
Богда́н Сергі́йович Бобейко — капітан Збройних сил України.
Станом на грудень 2018 року проживає в місті Кропивницький.

## Нагороди
За особисту мужність і героїзм, виявлені у захисті державного суверенітету та територіальної цілісності України, вірність військовій присязі під час російсько-української війни
- орденом Богдана Хмельницького III ступеня (27.6.2015).